# Uzeir
Uzeir (Hebreeuws: עוזייר) is een dorp van de regionale raad van al-Batuf.
Hamaam · Roumana · Roumat al-Hayyib · Uzeir